# Route 315 (Québec)
Pour les articles homonymes, voir Route 315.
La route 315 (R-315) est une route régionale québécoise d'orientation nord / sud située sur la rive nord du fleuve Saint-Laurent. Elle dessert la région administrative de l'Outaouais.

## Tracé
L'extrémité sud de la route 315 se trouve à l'extrême est de Gatineau, dans le secteur de Masson-Angers, à son croisement avec la route 148. Après avoir traversé le secteur de Buckingham, elle se termine 76 kilomètres au nord-est à Namur sur la route 323. Vingt kilomètres de la section centrale de la route sont en gravier.

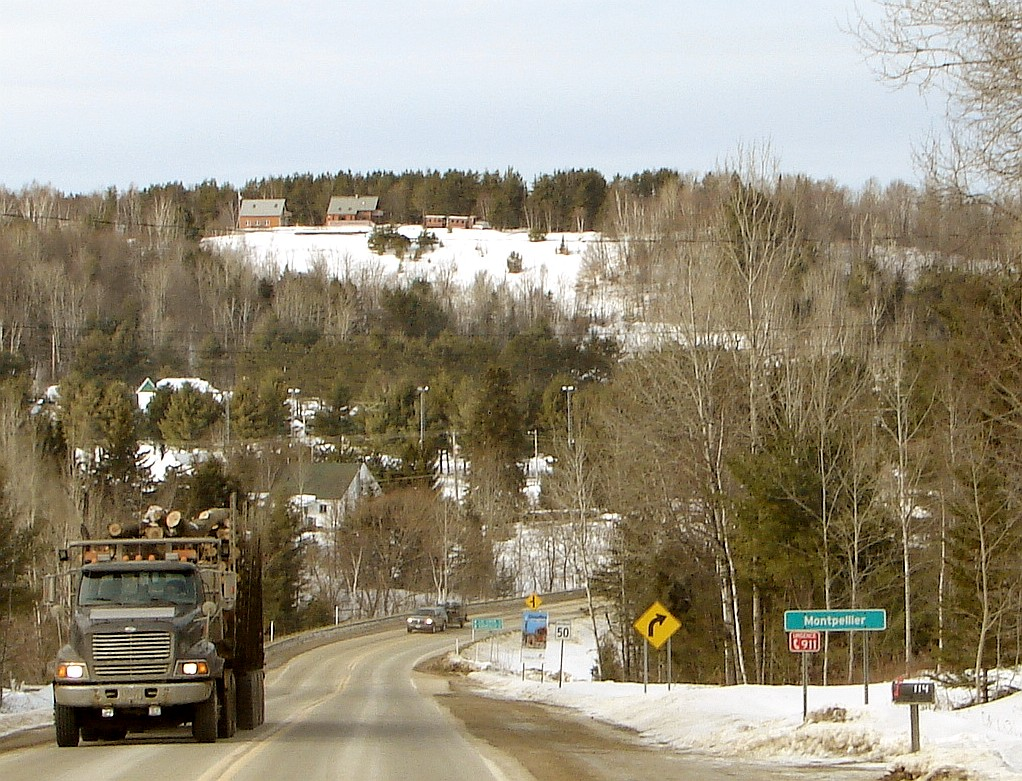
Approche sud du village de Montpellier.
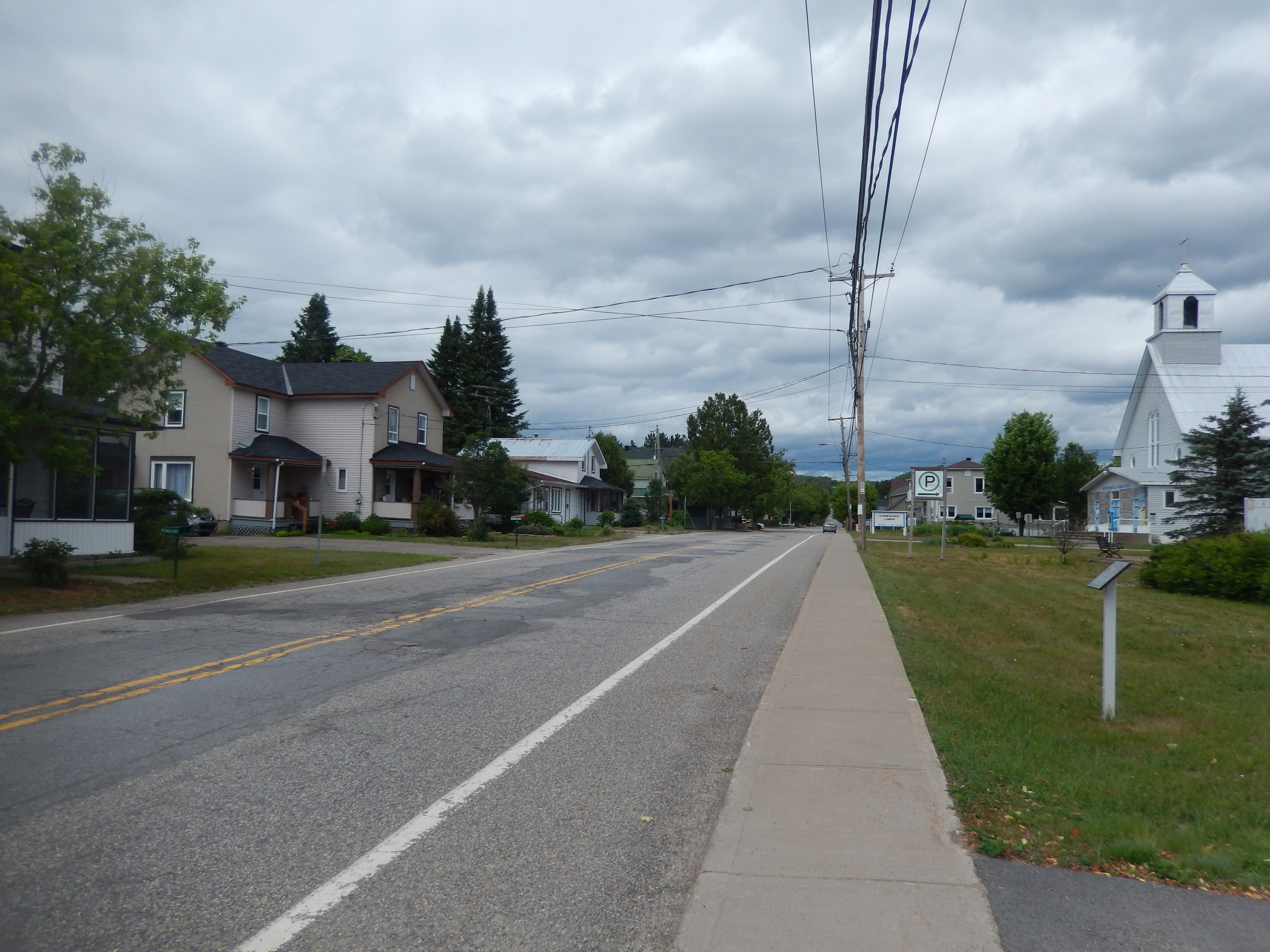
La rue Principale à Montpellier.
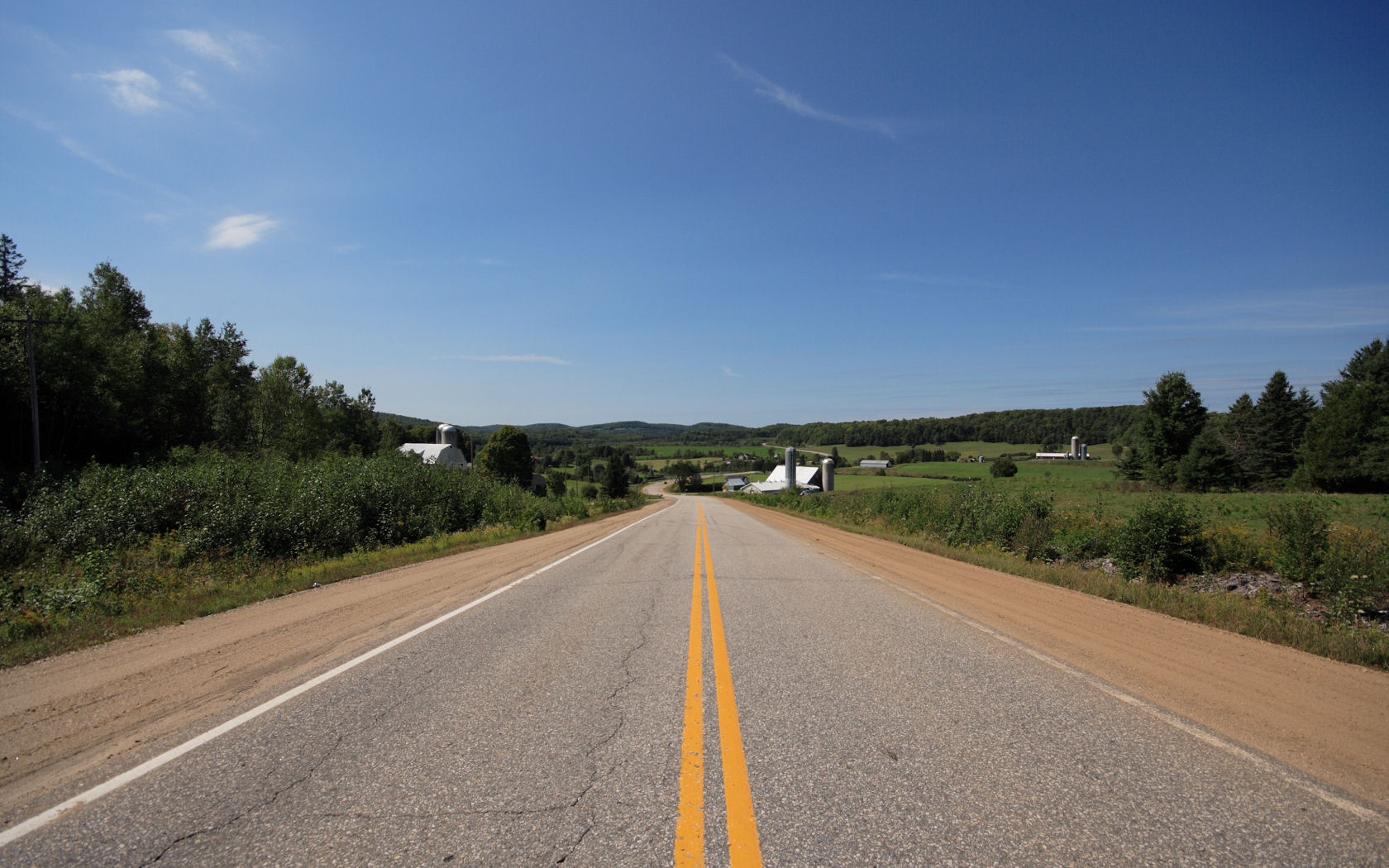
La route 315 vers Chénéville.

### Modifications au tracé
L'itinéraire de la route 315 a été rallongé vers le sud depuis la route 309 jusqu'à la route 148 lors de la construction de l'A-50. La route 315 reprend l'ancien itinéraire de la route 309 entre Masson-Angers et Buckingham.

## Localités traversées (du sud au nord)
Liste des municipalités dont le territoire est traversé par la route 315, regroupées par municipalité régionale de comté.

### Outaouais
Hors MRC
- Gatineau

Les Collines-de-l'Outaouais
- L'Ange-Gardien

Papineau
- Mayo
- Mulgrave-et-Derry
- Montpellier
- Lac-Simon
- Chénéville
- Namur

## Intersections majeures
| MRC                         | Municipalité   | km    | Destinations                                                      | Notes                                         |
| --------------------------- | -------------- | ----- | ----------------------------------------------------------------- | --------------------------------------------- |
| Gatineau                    | Gatineau       | 0,00  | R-148 – Gatineau, Thurso                                          | La R-315 sud continue et devient la R-148 est |
| Gatineau                    | Gatineau       | 0,90  | A-50 – Gatineau (Centre-ville), Montréal                          | Sortie 166 de l'A-50                          |
| Les Collines-de-l'Outaouais | L'Ange-Gardien | 8,10  | R-309 vers A-50 – Gatineau (Centre-ville), Montréal, Mont-Laurier | Carrefour giratoire                           |
| Papineau                    | Chénéville     | 64,60 | R-321 – Duhamel, Saint-André-Avellin                              |                                               |
| Papineau                    | Namur          | 76,10 | R-323 – Mont-Tremblant, Montebello                                |                                               |
| - Transition de route       |                |       |                                                                   |                                               |